# David Culley
David Culley (17 de setembro de 1955) é um treinador de futebol americano. Em 2021, comandou o Houston Texans, franquia pertencente a National Football League. Antes de assumir o Texans, atuou como assistente do treinador principal; comandou o grupamento de wide receivers e foi coordenador de jogo de passes no Baltimore Ravens de 2019 a 2020. Culley possuí muitas temporadas de experiência como treinador da NFL, antes de assumir o comando técnico do Houston Texans em 19 de Janeiro de 2021.